# Antonín Kleveta
Antonín Kleveta (18. ledna 1904, Vitčice – 16. května 1969, Lipník nad Bečvou) byl český katolický kněz a teolog, odborník na biblické vědy a církevní právo, politický vězeň.

## Život
Středoškolského vzdělání se mu dostalo na arcibiskupském gymnáziu v Kroměřiži, kde v roce 1923 maturoval. V letech 1923–1924 studoval na Cyrillo-Methodějské bohoslovecké fakultě v Olomouci, dále pak pokračoval na katolické bohoslovecké fakultě na L’Université de Strassburg, kde získal v roce 1928 licenciát teologie. Na téže univerzitě získal v roce 1926 certificat de droit a certificat d’études francaises modernes. V roce 1927 byl vysvěcen na kněze. Dále studoval na L’École biblique et archeologique v Jeruzalémě, v letech 1928–1930 a v Jeruzalémě byl rovněž představeným Poutního domu. Z Jeruzaléma se vrátil na Cyrillo-Methodějskou bohosloveckou fakultu v Olomouci. 7. prosince 1933 byl pak na olomoucké cyrilometodějské bohoslovecké fakultě promován doktorem bohosloví. V letech 1929–1931 byl ustanoven kaplanem v kostele u sv. Michala v Olomouci. V roce 1931 byl kooperátorem ve Slatinicích u Olomouce. Na CMBF v Olomouci vyučoval v letech 1932–1939 jako adjunkt a lektor. Stal se představeným kněžského semináře v Olomouci. 17. února 1942 byl zatčen gestapem spolu s dalšími třemi představenými semináře (ThDr. Františkem Cinkem, Jaroslavem Šumšalem a Kamilem Jarošem). Byli jako „černí bolševici“ (takto byli nacisty označeni) odsouzeni ke 4 letům káznice a 3 rokům ztráty občanské cti. Šumšal a Jaroš vězení nepřežili, Kleveta byl propuštěn pro otevřenou plicní TBC 25. září 1943 do nemocnice, kde byl až do 30. dubna 1945. Cinek se s podlomeným zdravím z vězení vrátil až po válce. 5. září 1945 byl habilitován na CMBF v Olomouci pro obor biblického studia Starého zákona – pomocných věd biblických a biblické filologie, jako soukromý docent. 14. března 1947 byl jmenován mimořádným profesorem pro obor biblického studia Starého zákona, což bylo veřejně oznámeno 28. března 1947, s účinností od 1. dubna 1946. Zároveň působil v pastoraci, konkrétně v Lipníku nad Bečvou v letech 1951–1952. 1. června 1952 byl dán do invalidního důchodu. V letech 1957–1960 byl opět vězněn, tentokrát komunistickým režimem. 7. října 1968 byl jmenován na Římskokatolické Cyrilometodějské bohoslovecké fakultě v Praze se sídlem v Litoměřicích, pobočce v Olomouci profesorem pro obor Starého zákona a hebrejštiny, s účinností od 1. října 1968. Zemřel 16. května 1969 v Lipníku nad Bečvou.